# Championnats d'Europe de course en ligne de canoë-kayak 2015
Navigation
Brandenburg 2014 Moscou 2016
Les championnats d'Europe de course en ligne de canoë-kayak se sont déroulés à Račice (République tchèque) du 1er au 3 mai 2015.

## Résultats

### Hommes

#### Canoë
| Event      | Or                                                                               | Temps           | Argent                                                        | Temps           | Bronze                                                                | Temps           |
| C-1 200 m  | Russie Andrii Kraitor                                                            | 40 s 296        | Biélorussie Artsem Kozyr                                      | 40 s 416        | Espagne Alfonso Benavides                                             | 40 s 636        |
| C-1 500 m  | Tchéquie Martin Fuksa                                                            | 1 min 49 s 716  | Russie Mikhail Pavlov                                         | 1 min 50 s 580  | Ukraine Pavlo Altukhov                                                | 1 min 51 s 248  |
| C-1 1000 m | Allemagne Sebastian Brendel                                                      | 3 min 55 s 296  | Pologne Tomasz Kaczor                                         | 3 min 56 s 376  | Ukraine Pavlo Altukhov                                                | 3 min 56 s 460  |
| C-1 5000 m | Allemagne Sebastian Brendel                                                      | 22 min 58 s 100 | Russie Pavel Petrov                                           | 23 min 14 s 830 | Biélorussie Maksim Piatrou                                            | 23 min 19 s 320 |
| C-2 200 m  | Russie Alexay Korovashkov Ivan Shtyl                                             | 36 s 828        | Biélorussie Dzmitry Rabchanka Aliaksandr Vauchetski           | 37 s 980        | Italie Daniele Santini Luca Incollingo                                | 38 s 276        |
| C-2 500 m  | Russie Alekseï Korovachkov Ivan Shtyl                                            | 1 min 43 s 848  | Ukraine Dmytro Ianchuk Taras Mishchuk                         | 1 min 45 s 272  | Biélorussie Hleb Saladukha Dzianis Makhlai                            | 1 min 46 s 212  |
| C-2 1000 m | Ukraine Dmytro Ianchuk Taras Mishchuk                                            | 3 min 36 s 572  | Russie Aleksiej Korowaszkow Ilia Pervoukhine                  | 3 min 38 s 552  | Allemagne Yul Oeltze Ronald Verch                                     | 3 min 38 s 632  |
| C-4 1000 m | Russie Kirill Shamshurin Rasul Ishmukhamedov Viktor Melantyev Vladislav Chebotar | 3 min 23 s 460  | Roumanie Leonid Carp Condrat Petre Iosif Chirila Stefan Strat | 3 min 24 s 792  | Ukraine Denys Kowałenko Elnur Akhadov Dmytro Ianchuk Eduard Shemetylo | 3 min 25 s 412  |

#### Kayak
| Event      | Or                                                         | Temps           | Argent                                                               | Temps           | Bronze                                                          | Temps           |
| K-1 200 m  | Serbie Marko Dragosavljević                                | 34 s 708        | Suède Petter Menning                                                 | 34 s 836        | Lituanie Ignas Navakauskas                                      | 34 s 912        |
| K-1 500 m  | Danemark René Holten Poulsen                               | 1 min 41 s 504  | Allemagne Tom Liebscher                                              | 1 min 41 s 952  | Serbie Dejan Pajic                                              | 1 min 42 s 168  |
| K-1 1000 m | Allemagne Max Hoff                                         | 3 min 33 s 416  | Danemark René Holten Poulsen                                         | 3 min 35 s 080  | Portugal Fernando Pimenta                                       | 3 min 35 s 616  |
| K-1 5000 m | Danemark René Holten Poulsen                               | 20 min 01 s 650 | Allemagne Max Hoff                                                   | 20 min 03 s 290 | Biélorussie Aleh Yurenia                                        | 20 min 21 s 560 |
| K-2 200 m  | Allemagne Ronald Rauhe Tom Liebscher                       | 32 s 224        | Serbie Nebojsa Grujic Marko Novakovic                                | 32 s 292        | Lituanie Aurimas Lankas Edvinas Ramanauskas                     | 32 s 660        |
| K-2 500 m  | Allemagne Max Rendschmidt Marcus Gross                     | 1 min 31 s 204  | Slovaquie Erik Vlcek Juraj Tarr                                      | 1 min 31 s 668  | Biélorussie Vitaliy Bialko Raman Piatrushenka                   | 1 min 32 s 612  |
| K-2 1000 m | Allemagne Max Rendschmidt Marcus Gross                     | 3 min 19 s 056  | Biélorussie Vitaliy Bialko Raman Piatrushenka                        | 3 min 19 s 884  | République tchèque Daniel Havel Jan Sterba                      | 3 min 19 s 976  |
| K-4 1000 m | Tchéquie Daniel Havel Lukáš Trefil Josef Dostál Jan Štěrba | 2 min 57 s 280  | Portugal Fernando Pimenta Joao Ribeiro Emanuel Silva David Fernandes | 2 min 58 s 152  | Espagne Javier Hernanz Rodrigo Germade Oscar Carrera Iñigo Peña | 2 min 58 s 572  |

### Dames

#### Canoë
| Event     | Or                                           | Temps          | Argent                                | Temps          | Bronze                                  | Temps          |
| C-1 200 m | Bulgarie Stanilia Stamenova                  | 49 s 796       | Hongrie Zsanett Lakatos               | 51 s 080       | Russie Irina Andreeva                   | 51 s 200       |
| C-2 500 m | Biélorussie Daryna Kastsiuchenka Kamila Bobr | 2 min 01 s 528 | Hongrie Zsanett Lakatos Kincső Takács | 2 min 03 s 412 | Russie Irina Andreeva Olesya Nikiforova | 2 min 07 s 252 |

#### Kayak
| Event      | Or                                                                                   | Temps           | Argent                                                                   | Temps           | Bronze                                                                     | Temps           |
| K-1 200 m  | France Sarah Guyot                                                                   | 40 s 980        | Russie Natalia Podolskaya                                                | 41 s 340        | Serbie Nikolina Moldovan                                                   | 41 s 516        |
| K-1 500 m  | Pologne Ewelina Wojnarowska                                                          | 1 min 54 s 552  | Allemagne Franziska Weber                                                | 1 min 54 s 968  | France Sarah Guyot                                                         | 1 min 55 s 392  |
| K-1 1000 m | Allemagne Franziska Weber                                                            | 4 min 02 s 777  | Roumanie Caminescu Florentina                                            | 4 min 03 s 601  | Italie Irene Burgo                                                         | 4 min 05 s 645  |
| K-1 5000 m | Biélorussie Maryna Litvinchuk                                                        | 22 min 19 s 250 | Italie Irene Burgo                                                       | 22 min 19 s 680 | Irlande Jenny Egan                                                         | 22 min 19 s 900 |
| K-2 200 m  | Biélorussie Marharyta Makhneva Maryna Litvinchuk                                     | 38 s 480        | Pologne Karolina Naja Beata Mikolajczyk                                  | 39 s 192        | Serbie Nikolina Moldovan Olivera Moldovan                                  | 39 s 420        |
| K-2 500 m  | Pologne Karolina Naja Beata Mikołajczyk                                              | 1 min 45 s 524  | Roumanie Borha Petronela, Elena Meroniac                                 | 1 min 45 s 964  | Serbie Milica Starovic, Dalma Ruzicic                                      | 1 min 46 s 172  |
| K-2 1000 m | Roumanie Borha Petronela Elena Meroniac                                              | 3 min 42 s 220  | Pologne Karolina Naja Beata Mikołajczyk                                  | 3 min 42 s 740  | Serbie Milica Starovic Dalma Ruzicic                                       | 3 min 43 s 340  |
| K-4 500 m  | Biélorussie Marharyta Makhneva Aleksandra Grishina Volha Khudzenka Maryna Litvinchuk | 1 min 35 s 584  | Ukraine Mariia Kichasova Mariya Povkh Anastasiia Todorova Inna Hryshchun | 1 min 37 s 180  | Russie Elena Anyshina Kira Stepanova Vera Sobetova Svetlana Chernigovskaya | 1 min 37 s 804  |

## Tableau des médailles
Épreuves officielles uniquement.
| Rang  | Nation      | Or | Argent | Bronze | Total |
| ----- | ----------- | -- | ------ | ------ | ----- |
| 1     | Allemagne   | 7  | 3      | 1      | 11    |
| 2     | Russie      | 4  | 4      | 3      | 11    |
| 3     | Biélorussie | 4  | 3      | 4      | 11    |
| 4     | Pologne     | 2  | 3      | 0      | 5     |
| 5     | Danemark    | 2  | 1      | 0      | 3     |
| 6     | Tchéquie    | 2  | 0      | 1      | 3     |
| 7     | Roumanie    | 1  | 3      | 0      | 4     |
| 8     | Ukraine     | 1  | 2      | 3      | 6     |
| 9     | Serbie      | 1  | 1      | 5      | 7     |
| 10    | France      | 1  | 0      | 1      | 2     |
| 11    | Bulgarie    | 1  | 0      | 0      | 1     |
| 12    | Hongrie     | 0  | 2      | 0      | 2     |
| 13    | Italie      | 0  | 1      | 2      | 3     |
| 14    | Portugal    | 0  | 1      | 1      | 2     |
| 15    | Suède       | 0  | 1      | 0      | 1     |
| 16    | Slovaquie   | 0  | 1      | 0      | 1     |
| 17    | Lituanie    | 0  | 0      | 2      | 2     |
| 18    | Espagne     | 0  | 0      | 2      | 2     |
| 19    | Irlande     | 0  | 0      | 1      | 1     |
| Total | Total       | 26 | 26     | 26     | 78    |